# NASCAR Pro Series West
A NASCAR K&N Pro Series West é uma categoria de automobilismo regional da NASCAR (as chamadas Home Tracks fundada em 1954 com corridas pela região oeste dos Estados Unidos, a sua contrapartida é a NASCAR Pro Series East com corridas na região leste do país.

## Campeões
| Ano  | Campeão              | Piloto mais popular | Novato do ano      |
| ---- | -------------------- | ------------------- | ------------------ |
| 1954 | Lloyd Dane           | N/A                 | N/A                |
| 1955 | Danny Letner         | N/A                 | N/A                |
| 1956 | Lloyd Dane           | N/A                 | N/A                |
| 1957 | Lloyd Dane(3)        | N/A                 | N/A                |
| 1958 | Eddie Gray           | N/A                 | N/A                |
| 1959 | Bob Ross             | N/A                 | N/A                |
| 1960 | Marvin Porter        | N/A                 | N/A                |
| 1961 | Eddie Gray           | N/A                 | N/A                |
| 1962 | Eddie Gray(3)        | N/A                 | N/A                |
| 1963 | Ron Hornaday Sr.     | N/A                 | N/A                |
| 1964 | Ron Hornaday Sr. (2) | N/A                 | N/A                |
| 1965 | Bill Amick           | Ray Elder           | N/A                |
| 1966 | Jack McCoy           | Ray Elder           | N/A                |
| 1967 | Scott Cain           | Marshall Sargent    | N/A                |
| 1968 | Scott Cain(2)        | Ray Elder           | N/A                |
| 1969 | Ray Elder            | Ray Elder           | N/A                |
| 1970 | Ray Elder            | Ray Elder           | N/A                |
| 1971 | Ray Elder            | Ray Elder           | Dick Kranzler      |
| 1972 | Ray Elder            | Ray Elder           | Carl Adams         |
| 1973 | Jack McCoy(2)        | Ray Elder           | Richard White      |
| 1974 | Ray Elder            | Ray Elder           | Markey James       |
| 1975 | Ray Elder(6)         | Ray Elder           | Don Puskarich      |
| 1976 | Bill Schmitt         | Jim Insolo          | Gary Johnson       |
| 1977 | Bill Schmitt         | Chuck Bown          | Pat Mintey         |
| 1978 | Jim Insolo           | Jim Insolo          | Rick McCray        |
| 1979 | Bill Schmitt(5)      | Jim Insolo          | Tim Williamson     |
| 1980 | Roy Smith            | David Pearson       | Don Waterman       |
| 1981 | Roy Smith            | Hershel McGriff     | Jim Bown           |
| 1982 | Roy Smith            | Hershel McGriff     | Jim Reich          |
| 1983 | Jim Robinson         | Hershel McGriff     | Ron Esau           |
| 1984 | Jim Robinson         | Hershel McGriff     | Derrike Cope       |
| 1985 | Jim Robinson(3)      | Hershel McGriff     | Glen Steurer       |
| 1986 | Hershel McGriff      | Hershel McGriff     | Chad Little        |
| 1987 | Chad Little          | Hershel McGriff     | Roman Calczynski   |
| 1988 | Roy Smith(4)         | Hershel McGriff     | Bob Howard         |
| 1989 | Bill Schmitt         | Hershel McGriff     | Bill Sedgwick      |
| 1990 | Bill Schmitt         | Hershel McGriff     | Mike Chase         |
| 1991 | Bill Sedgwick        | Hershel McGriff     | Billy Jac Shaw     |
| 1992 | Bill Sedgwick(2)     | Hershel McGriff     | Rick Carelli       |
| 1993 | Rick Carelli         | Rick Carelli        | Dirk Stephens      |
| 1994 | Mike Chase           | Ron Hornaday, Jr.   | Doug George        |
| 1995 | Doug George          | Ernie Cope          | Ernie Cope         |
| 1996 | Lance Hooper         | Larry Gunselman     | Lance Hooper       |
| 1997 | Butch Gilliland      | Butch Gilliland     | Gary Smith         |
| 1998 | Kevin Harvick        | Scott Gaylord       | Austin Cameron     |
| 1999 | Sean Woodside        | Butch Gilliland     | Jason Small        |
| 2000 | Brendan Gaughan      | Bobby Dotter        | Mike Duncan        |
| 2001 | Brendan Gaughan(2)   | Brendan Gaughan     | Mark Reed          |
| 2002 | Eric Norris          | Scott Gaylord       | Mike David         |
| 2003 | Scott Lynch          | Austin Cameron      | Scott Lynch        |
| 2004 | Mike Duncan          | Austin Cameron      | David Gilliland    |
| 2005 | Mike Duncan(2)       | Sarah Fisher        | Andrew Lewis       |
| 2006 | Eric Holmes          | Austin Cameron      | Peyton Sellers     |
| 2007 | Mike David           | Mike Duncan         | Jason Bowles       |
| 2008 | Eric Holmes          | Moses Smith         | Jeff Barkshire     |
| 2009 | Jason Bowles         | Moses Smith         | Paulie Harraka     |
| 2010 | Eric Holmes(3)       | Moses Smith         | Luis Martinez, Jr. |
| 2011 | Greg Pursley         | Moses Smith         | Dylan Kwasniewski  |
| 2012 | Dylan Kwasniewski    | Cassie Gannis       | Austin Dyne        |
| 2013 | Derek Thorn          | Cameron Hayley      | Dylan Lupton       |
| 2014 | Greg Pursley (2)     | Brandon McReynolds  | James Bickford     |
| 2015 | Chris Eggleston      | Nicole Behar        | Noah Gragson       |
| 2016 | Todd Gilliland       | Todd Gilliland      | Salvatore Iovino   |
| 2017 | Todd Gilliland (2)   | Derek Kraus         | Nicole Behar       |